# Украинская военная доктрина
«Украинская военная доктрина» (укр. Українська воєнна доктрина) — книга военного теоретика ОУН, командующего вооружёнными силами Карпатской Украины, полковника М. Ф. Колодзинского.

## Содержание

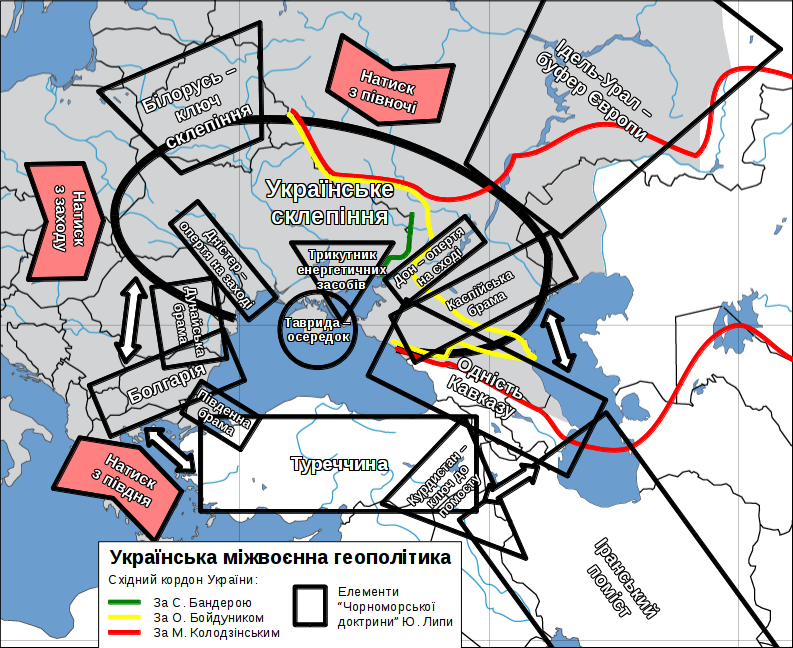
Согласно «Украинской военной доктрине» Казахстан должен быть включён в состав Украины, которая должна была «передвинуть границы Европы до Алтая и Джунгарии»

Украинская военная доктрина Михаила Колодзинского состоит из трёх частей.
Первая, исторически-политическая часть, даёт обзор исторического развития украинской военной доктрины. Автор отмечает, что военная доктрина должна иметь выразительные наступательные черты и украинцам нужно ориентироваться на тотальную войну за независимую Украинскую державу. Задачей военного отдела ОУН автор видит необходимость «разбудить в народе военный пыл и жажду борьбы против каждого, кто против нас».
Вторая часть, написанная в сотрудничестве главой Украинского национального объединения, находящимся в то время в Третьем рейхе, подполковником Т. П. Омельченко, представляет с точки зрения военной географии рассмотрение будущих границ Украины. Автор считает, что границы украинского государства должны соотноситься с её политическими, стратегическими и экономическими потребностями и охватывать все этнографические земли, вхождение Кубани, Жёлтого и Серого Клина, преобразования Азовского моря во внутреннее и доминирование в дельте реки Дунай. Основой территории государства должна стать концепция русской земли князя Святослава Завоевателя. В то же время Колодзинский считает, что ОУН не должна ограничиваться только этническими украинскими землями: «Не строить Украину только над Днестром или Днепром, но Украина в таких размерах, которые ей измерил сам Творец, когда придавал земле нынешний географический вид. Восток Европы должен быть наш, такое завещание оставили нам наши прадеды». Вторым этапом борьбы автор считает необходимость освоения Центральной Азии, чтобы привлечь её «в круг нашей культуры и цивилизации».
Третья — обговаривает стратегию украинской освободительной войны. Раздел имеет следующие категории:
- Националистические восстания;
- Роль украинской миграции в националистической революции;
- Украина и Центральная Азия;
- Прометеевский союз украинских националистов и мессианизм;
- ОУН и союзники.

Очень важной Колодзинский считал необходимость призвать широкие массы в борьбе за государственность; создать единую централизованную националистическую власть, устранив все конкурентные правительства и политиков; переделать партизанские отряды в регулярную армию; ликвидировать самовластных атаманов. Доктрина предвидела чистки западноукраинских землей от поляков и частично от других меньшинств, что относиться враждебно к украинской самостоятельности, в частности евреев. 
Содержание книги изобилует призывами к Холокосту и вандализму:
|                                                            | «Так само і 3 і пів мільйона жидів не виріжемо під час повстання, як це проповідують деякі з націоналістів. Безумовно, що гнів українського народу до жидів буде особливо страшний. Ми не маємо потреби цей гнів гамувати, противно — збільшувати, бо чим більше згине жидів під час повстання, тим краще буде для Української Держави, бо жиди будуть одинокою меншиною, яку не сміємо охопити нашою денаціоналізаційною політикою. Всі інші меншини, які вийдуть живими з повстання, будемо денаціоналізувати.» |  | «Так же и 3 и полмиллиона евреев не вырежем во время восстания, как это проповедуют некоторые из националистов. Безусловно, что гнев украинского народа к евреям будет особенно страшен. Мы не станем этот гнев подавлять, наоборот — увеличивать, потому что чем больше погибнет жидов во время восстания, тем лучше будет для Украинского Государства, потому что евреи будут единственным меньшинством, которое не смеем охватить нашей денационализационой политикой. Все другие меньшинства, которые выйдут живыми из восстания, будем денационализировать.» |  |
| http://uamoderna.com/images/archiv/2013-20/Kolodzinsky.pdf | |  | |  |

|                                                        | «Шлях на Схід Европи веде через Київ. Щоб опанувати Схід Европи, треба мати Київ, треба підбити український нарід і знищити його фізично.» |  | «Путь на Восток Европы ведёт через Киев. Чтобы овладеть Востоком Европы, надо иметь Киев, надо поднять украинский народ и уничтожить его физически.» |  |
| http://uamoderna.com/images/archiv/2013-20/Zaitsev.pdf | |  | |  |

## Публикации
Написана на украинском языке, переводы на другие языки неизвестны. Издавалась трижды: в оккупированной Польше (Краков) в 1940; в Канаде (Торонто) в 1957 (со значительными сокращениями от канадской украинской диаспоры, были заретушированы большинство антисемитских призывов); в Украине (Киев) в 2019.